# 吸血鬼馬上死
《吸血鬼馬上死》是盆之木至（盆ノ木至）所創作的日本漫畫，開始連載於《週刊少年Champion》2015年第30號。改編電視動畫第1季於2021年10月4日至12月21日播映，播放完畢後同時宣布製作第2季。第2季於2023年1月9日首播。
于2023年7月因作者身体原因开始休刊，目前依旧未恢复连载（2024年5月）。

## 故事簡介
為了尋找失蹤的孩子，吸血鬼獵人羅納德前往吸血鬼城堡。傳聞那裡住著無敵之身的真祖吸血鬼德拉克。事實上，德拉克是個很脆弱、很容易變成灰塵（死亡）的雜魚吸血鬼。失蹤的孩子也不是被抓走，只是貪玩、不想回家。

然而，發生了意外，德拉克城堡被炸毀。失去住所的德拉克，帶著使魔裘恩，強行搬進了位在新橫濱的「羅納德吸血鬼驅除事務所」。不小心和德拉克組成搭檔的羅納德，為了守護新橫濱的和平，不停地努力奮鬥。偏偏來到事務所的，盡是些不正經的傢伙——

## 登場角色

### 羅納德吸血鬼驅除事務所
距離新橫濱車站約7分鐘的距離，詳細地址在羅納德的部落格可以查到。租金8000円（日幣）。
德拉克（聲：福山潤、田村睦心〈兒童時期〉）
擁有再生能力的高等吸血鬼，本作主角之一，208歲。傳言他是無敵的真祖吸血鬼，但其實是德拉克城周圍的居民因為謠言而有所誤會，實際上他本人十分脆弱，常常一碰就會變成灰，但每次都能若無其事的恢復原狀。在一次意外中與羅纳德成為拍檔並一起住在事務所內。
是名享樂主義者，對新橫濱的各種怪事件樂在其中。廚藝精湛。因為長期宅在古堡打電動的關係，使他成為電玩高手，對垃圾遊戲特別情有獨鍾。除了在秋天書店擁有垃圾遊戲評論專欄，還經營Nutube頻道，製作烹飪影片和遊戲直播。此外頭腦機靈(自稱IQ250)，靠著異想天開的計策，多次替羅納德等人解決棘手事件。
具備龍之一族直系的血統，能免疫大部分吸血鬼的催眠術。因為是獨生子，加上體質脆弱，從小就被父親過度溺愛，自認為「因為自己很可愛所以做什麼都會被原諒」，結果變成了沒有「報應」這個概念的雜魚沙子大叔。身為古血吸血鬼，會有一些限制條件之類的弱點，例如「必須受到邀請才能進入別人家裡」、「會執著於自己的所有物（包含衣物）」。故事初期，因為事務所門口有貼「無論是誰，請隨意進來。」的公告，才能自由進出。後來，就算沒有那張公告，也能進去事務所了。
羅納德（聲：古川慎、花守由美里〈兒童時期〉）
擁有辛苦命體質的吸血鬼獵人，本作主角之一，20多歲，自傳小說《羅納德戰記》的作者。在一次意外中與德拉克成為拍檔。曾經試圖把德拉克從事務所趕走，但因為福間覺得吸血鬼獵人與吸血鬼搭檔的題材很有趣，懼怕福間加上為了取材的羅納德只能放棄。在跟德拉克相處一段時間後已經沒對他那麼反感，但雙方有時會互相惡作劇。
武器是左輪手槍，但大部分驅除吸血鬼都是直接暴力解決。力量強大但頭腦簡單，被德拉克戲稱「小年輕」或「大猩猩」。恐懼芹菜，擁有鋼管舞天賦。雖然私下有許多搞笑的一面，但作為吸血鬼獵人的實力仍舊不容小覷。射擊百發百中、戰鬥力很高，足以一個人擊敗A級吸血鬼。順便一提，羅納德在「認真模式」下，會變得面無表情，眼睛瞳孔會集中成一點。
三兄妹中的次男。從小就非常崇拜當吸血鬼獵人的大哥，可以說羅納德是為了大哥才成為吸血鬼獵人的。到了現在，依舊景仰著大哥，甚至過度美化他的形象。對於妹妹也是非常疼愛，是個「妹控」。
其實「羅納德」是高中時期的綽號，本名叫「木下日出男(きのした ひでお)」。綽號的由來是某次考試，在只剩下2秒時才發現考卷沒寫名字，匆忙寫下的結果就是老師看不懂，誤念成了「羅納德（ロナルド）」。結果被半田嘲笑：「今天開始你就是羅納德了！」
裘恩（聲：田村睦心）
德拉克的使魔，180歲。說的是「奴——語（犰狳語）」。原先是一隻普通犰狳，在遇到德拉克之後，自願變成使魔，時常對自己主人德拉克操碎了心。住進事務所後也很受羅納德的疼愛，甚至在新橫濱擁有粉絲俱樂部。非常喜歡德拉克，如果被他忽視就會鬧彆扭，甚至離家出走。
美食品味很高。德拉克基本上不吃人類的食物，卻還能作出美味佳餚，就是因為有隻品味很高的犰狳使魔在身邊。有愛吃甜食的一面，時常在外出時會順帶買點心回事務所。
出生於南美洲。還是個嬰兒時，遭受巨大吸血蚊子攻擊，和父母走散，被德拉克的祖父和德拉克救了。本來德拉克想讓裘恩成為他的使魔，但看到裘恩和同伴們開心的樣子，認為讓裘恩回歸大自然跟同族一起生活是最好選擇，自己不辭而別。裘恩為了再見到德拉克，雖然唯一的線索只有城堡畫像，仍然坐船到了歐洲，進行了三千里左右的尋找德拉克之旅。當時住在羅馬尼亞的德拉克看到裘恩千里迢迢來找他，才知道裘恩的決心。裘恩喝下德拉克的血液，成為他的使魔，自此雙方再也沒有分離過。
眼光傢伙
事務所的看門員兼羅納德的帽架，名字由來是「眼睛會發射光束的傢伙（目からビーム出るやつ）」的簡稱。光束的總類從「嚇唬用」到「消滅首都」都有。內建錄影功能還有投影功能。
從前是德拉克城堡的陷阱裝置，被當作是城堡的紀念物一起帶到了事務所。因為羅納德一直和它搭話，漸漸的產生了自我意識。喜歡羅納德的程度已經超過了原主人德拉克，將「保護羅納德的帽子」視為重要任務。一開始的眼光傢伙如果想移動只能躺在地上左右翻滾，從半田那收到輪子後，已經能自由移動了。

### 吸血鬼對策課
簡稱為「吸對」，是負責與吸血鬼相關的案件或是監督獵人之類的警察。
日吉（聲：小野大輔）
吸對日吉隊隊長，在隊內以協調跟指揮隊員為主。30歲，因為娃娃臉和矮個子，顯得不夠有威嚴而感到煩惱，因此對外會戴假鬍子。雖然平時經常被部下們調侃，但在執行作戰任務時，大家會聽從日吉的指揮，是名深受部下們信任的隊長。擁有出類拔萃的戰鬥力與社交能力，私底下是個花花公子。
羅納德的親大哥，但是吸對其他成員並不知情。獨自一人將弟弟妹妹們扶養長大，吃過不少不為人知的苦。
以前是吸血鬼獵人，外號「紅色子彈」，與豪雪等人一起相當活躍。因為右手受傷無法拿槍而引退。
雛市（聲：日岡夏美）
吸對日吉隊副隊長。19歲，雖然年紀輕輕，但以自身的堅強實力，迅速就被提升到副隊長的位置，是吸對的王牌。因為監視德拉克的任務而時常潛伏在羅納德驅鬼事務所的地板下，並經常從地板鑽出來現身在事務所；後被發現在事務所的地板下私自蓋了自己的地窖式小房間，裡頭包括床鋪、空調與漫畫櫃等一應俱全。
愛吃點心，尤其喜歡德拉克製作的餅乾。5歲時意外掉進企鵝的水槽，從此害怕企鵝。
因為老家是經營劍道場的關係，從小就練習劍術。
在受到吸血鬼Y談叔叔的催眠後，因為會的Y談詞彙過少，只能說「雞雞」這種小鬼等級的Y談。在催眠被解開後，仍然留下了「只要收到驚嚇，就會說『雞雞』」的後遺症。雖然給雛市帶來不少困擾，卻也讓她對其他吸血鬼的催眠攻擊有一定的抗性，意外保護了雛市。
半田桃（聲：松岡禎丞 、松岡美里〈兒童時期〉）
吸對日吉隊隊員，是名半吸血鬼。日常的文書工作表現出色，感應吸血鬼的能力也非常優秀。感應的方式是透過嗅覺，一般的半吸血鬼只能感應吸血鬼的方位，半田能知道與對方大約的距離以及強度，但也因為嗅過於靈敏，如果周圍同時出現大量吸血鬼，就會出現裂唇嗅反應。在服用血液錠劑後，能在短時間提升身體的能力。非常聽母親的話，從小被母親教導「說謊是不對的」，所以說謊技巧十分差勁，且會因此羞愧而滿臉通紅。和羅納德、龜谷是高中同學。
對於羅納德有種奇怪的執著，時常以各種理由找他麻煩，又瘋狂收集各種關於羅納德的事物。發現對方討厭芹菜，開始拿芹菜當作嚇人道具，造成羅納德對芹菜產生恐懼。平時會種植芹菜、研究芹菜陷阱、收集羅納德的出糗紀錄、各種能貶低羅納德的事情他都做。日吉對他的評語為「只要羅納德不在，就是名完美的人」。
在小學時期，討厭吸血鬼對策課，認為「他們會傷害媽媽」。到了國中後，受到和佐的影響才決定加入吸對。以前的半田性格較為內向，原本打算在上高中時要改變的，但在第一天的自我介紹就怯場了。這時某位「志願是成為吸血鬼獵人」的同學向他搭話後，半田開始以「為了除掉未來生意上的對手」為由，進行了一連串引人注目的行為。
佐行（聲：西山宏太朗）
吸對日吉隊隊員，手段高超的新人狙擊手，也能進行近距離戰鬥。經常被捲進半田對羅納德的惡作劇。興趣是擠防撞氣泡紙。雖然自稱是「正常人」，但在武器使用方面是天才型的，本人卻沒有自覺。
戈比（聲：田村睦心）
吸血鬼化的牛蒡，從秋天書店寄給羅納德的蔬菜中生成。將潛入羅納德事務所的佐行當成同伴，之後在「保護羅納德帽子事件」再次相遇，成為佐行的寵物。喜歡吃團子蟲。
和佐
神奈川縣吸對本部長、雛市的哥哥。嚴肅的外表下藏著對妹妹的關愛。性格親切，有愛捉弄人的頑童一面。是半田加入吸隊的契機，同時也是使雛市害怕企鵝的罪魁。
景·勘太郎（聲：山下誠一郎）
吸對日吉隊隊員，熱血、嗓門大、正義感強烈。武器是超大型對吸血鬼用打樁機。
初登場時是名普通的警察，被名桐重傷後奮發圖強，成為吸對成員。執著於追查名桐，卻忘了對方的長相，反而誤將失去力量的名桐當成情報提供者百般糾纏。

### 秋天書店
出版羅納德的著作《羅納德戰記》（簡稱：羅納戰）以及德拉克遊戲評論專欄的出版社。鑽研武術和武器是進秋天書店的資格條件。
福間（聲：土岐隼一）
秋天書店的編輯，《羅納戰》的責任編輯。有著黑色及腰長髮，身著黑色西裝，戴眼鏡。流派是南斗編輯戰斧拳，因此隨身攜帶一把大斧頭。擁有可以扭曲時空的能力，就算是吸血鬼創造的特殊空間也能前往。愛貓成癡，辦公桌上有一半以上是貓咪擺飾。
是位態度溫和，舉止得體的人，但總給人一種正體不明的恐怖感。雖然被羅納德所恐懼著，但其實羅納德很信賴福間。「要是沒有福間先生，估計已經封筆不寫了。」是讓羅納德能繼續執筆《羅納戰》的重要人物，也是德拉克能跟羅納德同居的關鍵人物之一。
三途（聲：伊瀨茉莉也）
秋天書店的編輯，福間的後輩。「德拉克的遊戲測試」的第二責任編輯。羅納德的忠實粉絲。出生於忍者之里，武器是巨大星形手裏劍。
《羅納戰》在部落格連載時期就開始關注他，在知道羅納德要出版自傳小說時，馬上應聘秋天書店。雖然成功進入秋天書店，但在編輯會議上打不贏福間，一直無法如願成為《羅納戰》的責任編輯。嫉妒德拉克能和羅納德同居。
曾經以「羅納者」身份向「黑暗羅納者」半田提出進行「羅納鬥」。兩人的決鬥沒有分出勝負，但與半田交換RiNE後，每次都既生氣又開心的收下對方發來的「羅納德羞恥照」。
業（聲：檜山修之）
秋天書店的總編輯，被社員和作家仰慕的超強編輯。和德拉克是垃圾遊戲同好。
桑原
秋天書店的編輯，業的前戰友，福間的前輩。德拉克與神在月的責任編輯。武器是霍佩什彎刀。
血池
培養皿生成的新人社員，長犄角的紅色巨大生物。因為還沒培養完全就跑出來，導致認知空白。在羅納德等人的教育下成為能幹的社員，但只會講摔角術語。
F-6970 /六文
秋天書店的編輯。戴著眼鏡的路人臉社員，和血池一樣是從培養皿生成的。雖然本人比較自卑，但還是有一定的戰鬥力。平時都在輔佐三途前輩。

### 吸血鬼獵人公會
負責仲介一般民眾的委託，分配給旗下有登錄的獵人。也是獵人們交換情報的地方。
豪雪（聲：稻田徹）
新橫濱獵人公會會長，副業是經營酒吧。是位身經百戰的獵人，現在已從第一線引退。外號為「打樁者」，武器是巨大錘子。
砂鐵（聲：細谷佳正 、生田光〈兒童時期〉）
外號“鐵之左手”。身形高大，但個性很靦腆的男子，是位什麼瑣碎委託都會接受的老好人。豪雪的弟子，和羅納德是同期的獵人。非常能吃，甚至是小雪做的黑暗料理都能吃光。左手的鐵臂是可拆下的，根據用途有好幾種種類。
以前是不良少年的頭頭。因為不信任獵人，和自己的小弟們組成自衛團，私自消滅吸血鬼。在和見習獵人羅納德共同戰鬥後，重新檢視自己給獵人們帶來困擾的行為，決定改過自新，加入吸血鬼獵人的行列。「不良少年砂鐵」這段過去，則被本人視為黑歷史而不願多談。
修特（聲：田丸篤志 、內田茉莉〈兒童時期〉）
外號「鉤爪蜘蛛」。海葵似的髮型與墨西哥風格的服裝，戴上髮帶時眼睛周圍會產生陰影。武器是鉤爪發射器，戰鬥時會從袖子裡發射帶繩子的鉤子。和羅納德是同期的獵人。喜歡裝酷又同時吃著甜食的行為，被小妲評為「很土」。運氣極差、沒有異性緣、討厭聖誕節，和羅納德、武武夫、吸血鬼違反禮儀同病相憐。四人時常一起行動。
老家在福井縣，起初一股腦兒地來到新橫濱成為獵人，但驅除吸血鬼總是不順利。在想放棄時，被西尼亞一番說教後，振作起來，現在是名優秀的吸血鬼獵人。
瑪麗亞（聲：日笠陽子）
外號「弒熊」。裝扮為修女。有著豪放的戰鬥風格與大膽勇敢且靠得住的性格。為了目的，不在意他人眼光，反而是周圍的男人先感到不好意思。
在老家時是狩獵的獵人。會打扮成修女的原因是「穿著傳統狩獵服，就不像是吸血鬼獵人了」
妲·薔（聲：石原夏織）
外號「增量中華少女」，暱稱「小妲」。說話很毒。武器是拐棍。和瑪麗亞關係很好。家裡是開中華料理店。
雖然外表嬌小，但戰鬥力高強。在羅納德等人還只是「見習獵人」時，已經當上了吸血鬼獵人。
西尼亞·希里斯基（聲：小野坂昌也）
穿著束縛服裝且滿身肌肉的獵人。是名「吸血鬼調教師」，會將獵到的吸血鬼抓起來，照自己的喜好加以調教。年輕時，是名纖細的美少年。
瓦摩涅
擊敗了各種吸血鬼，經驗老到的吸血鬼獵人。興趣是戴著鴨子頭套，正體不明。羅納德的師傅。不說話，與人談話時都是比手勢或是寫字。武器是對吸血鬼特殊大太刀「蔥」。
是豪雪現役時期，就一起站在最前線的戰友。現在仍在活躍中，驅除的總件數是新橫濱第一，受到不分男女老少的歡迎。
梅多基（聲：酒井廣大 、中村環奈〈兒童時期〉）
外號「發明系獵人」。裝扮為僧侶的吸血鬼獵人，兼任驅除用品專賣店的店員，經常帶新品道具到公會，獵人們的服裝也會委託他設計、製作。無論是誰都認為他是消火的看護人，包括他自己。
消火（聲：間島淳司 、紡木吏佐〈兒童時期〉）
外號「不燃之男」。裝扮為消防員的吸血鬼獵人，使用高壓水流戰鬥。因為梅多基很會照顧人，而且同年齡，兩人不知不覺組成搭檔。前消防員，因為對從以前就很喜歡的吸血鬼獵人電影充滿憧憬而轉職為獵人。
全壘打擊球員（聲：鹽尻浩規）
使用球棒和棒球戰鬥的吸血鬼獵人，同時也是名棒球選手。和吸血鬼超愛野球拳永遠勢不兩立。
小雪（聲：高田憂希）
見習吸血鬼獵人，豪雪會長的女兒。從父親那裡繼承了驅趕吸血鬼的才能和技術。不管怎樣的食物，經過小雪處理都會變成黑暗料理，而被禁進廚房。猜拳非常厲害。在漫畫中，台詞皆以無對話框的方式呈現。
羅賓（聲：葉山翔太）
藍色頭髮、綁著辮子、臉有雀斑的吸血鬼獵人。武器是西洋弓。有著中性外表的男性。

### 其他吸血鬼獵人
籠目原三日月（聲：村瀨步）
來自東京的吸血鬼獵人，戴眼鏡的苗條美少年。中二病患者，但非常認真看待自己的工作。
在新橫濱目睹各種變態吸血鬼和吸血鬼獵人，精神大受打擊。一度崇拜羅納德並拜其為師，但在了解與變態吸血鬼的殘酷鬥爭真相後果斷放棄，回到東京。現在仍時不時會到新橫濱拜訪。和羅納德的關係沒有因為第一次造訪新橫濱時的騷亂而出現質變，兩人合拍的程度有時會引起德拉克的嫉妒。
阿米努爾斯・凡・赫爾辛
傳說級吸血鬼獵人，是所有吸血鬼獵人憧憬的目標。亡靈依存於過去使用的配劍，希望附身在年輕有為的年輕人身上一展抱負，卻陰錯陽差附身在猴子小玉身上。失去了一部分生前的記憶。
在過去是名立下了豐功偉業的救國英雄。與邪惡吸血鬼戰鬥的故事被改編成經典電影，場景和特效都由德拉克一家協助。 但據德拉克所說，赫爾辛和真祖大人其實是不打不相識的朋友。那些英雄事蹟也與事實相去甚遠……
足袋子（聲：甲斐田裕子）
外號「襪子收藏家」，藉由奪走襪子驅除各種吸血鬼，由於會不分善惡的對吸血鬼進行攻擊，被獵人公會視為棘手存在的「前獵人」。做著變態吸血鬼般的行徑，卻是個不折不扣的人類。
以前是名正經的吸血鬼獵人，豪雪的弟子。與強大的古血吸血鬼范托爾對戰時陷入絕境，在危機時刻搶走范托爾的襪子，意外發現對方大幅衰弱，從而覺醒奇怪的性癖，成為到處搶奪吸血鬼襪子的變態。

### 吸血鬼研究中心
Vampire Research Center，通稱VRC。對吸血鬼的能力和特性進行研究、收容大量吸血鬼的機構。
黃泉津坂（聲：子安武人）
VRC的所長。在吸血鬼研究的領域是無人不知的天才，也是名瘋狂科學家。為了研究，會做一堆奇怪的實驗，發生事情再丟給獵人們和吸隊幫他解決，常常給大家帶來麻煩，但本人毫無悔意，和主角等人關係近似惡交。對於研究以外的事物完全不在乎，可是一旦牽扯到狗，他比誰都積極，是名極端的愛狗人士，曾經養過一隻名為「克羅」的狗。平常直接睡在研究中心，因為覺得回家太麻煩。
臉上戴著狗造型的特製面具，能防禦特定的催眠術。總是帶著一個大燒瓶，裡面裝的似乎是吸血鬼的灰⋯
葛
VRC的女性研究員，也負責照顧黃泉津坂。是為數不多對可以毫不客氣地對黃泉津坂說話的人之一。
全羅尼姆（聲：大塚明夫）
只披著披風，幾乎全裸的吸血鬼。胯下長滿天竺葵，能夠從那裡長出藤蔓並且操控。溫柔善良，不只是吸血鬼同胞，對人類也很友好。作為研究所的協助人員而住在VRC（此時身上會披上一件研究所大衣），有一定的自由。另外碰到想在新橫濱作亂的其他吸血鬼亦會想辦法勸戒對方收手。
會生成葡萄大小的種子，有機會就想讓人吃下，試圖增加血族。吃下種子的人雖然會變成全裸，但能解除某些異常狀態，例如：被寄生、催眠。
小全羅尼姆
全羅尼姆的眷屬。外型為長出屁股和腳的天竺葵花叢。
艾拉妮亞（聲：上坂堇）
別名「高腳的艾拉妮亞」，危險等級A級的吸血鬼。本體是蜘蛛，利用變身能力維持人類的姿態，也能變成上半身是人下半身是蜘蛛，或是背後長出蜘蛛腿的人型。在被吸血鬼獵人捕獲後，長期收容在VRC。在怪人成群的VRC裡，屬於常識人。
原本是隻蜘蛛，受到一名吸血鬼的眷顧得以擬態成人。但那名吸血鬼與人類相愛，離開了艾拉妮亞，為此艾拉妮亞感到無法理解。艾拉妮亞變身為人型時的外表，就是以那名吸血鬼為藍本。

### 德拉克的家人
擁有念力、催眠、邪眼等強大能力的吸血鬼一族，被稱為「龍之一族」。只有德拉克和德拉烏斯是直接繼承了真祖大人的血液，其他人都是由真祖分出血液轉化的原人類吸血鬼。在羅馬尼亞的城堡是據點，在世界各地都坐擁別墅。
真祖大人（聲：中田讓治）
龍之一族的首領，德拉克的祖父，真正無敵的吸血鬼，無論是體力、精力都是怪物等級的。偶爾會進入「有空嗎模式」，意思是他突然想找人陪他玩，而到處問人「有空嗎？」，但由於過於強大，常常把陪他玩的人搞的筋疲力盡。超級喜歡做一些瘋狂事情（例如：在火山口烤棉花糖、讓全族的人一起鐵人三項、和整個新橫濱的人玩捉鬼遊戲）的胡鬧老爺爺。
族人們都稱他為「真祖大人」，Y談叔叔稱他為「D.」，其他遠古血脈吸血鬼稱他為「龍公」。曾經有過人類朋友，也是位吸血鬼獵人。
德拉烏斯（聲：速水獎）
德拉克的父親，出生於羅馬尼亞。吸血鬼會有的能力幾乎都能使用，是名強大的吸血鬼。自尊心極強，白髮是為了展現威嚴才變的。對於父親（真祖）會無條件的陪他玩。非常溺愛德拉克。
別名「龍之子」、「白銀之狼」。身為活了很久的遠古血脈吸血鬼，有點跟不上時代。雖然會為了與兒子交流而去嘗試新事物，但遇到挫折就會放棄，或是依賴諾斯汀的幫忙。
將經常暴力對待兒子的羅納德視為敵人，其實內心已經承認他是兒子的朋友，並不完全討厭他。和羅納德第一次見面時，羅納德自稱「保羅·麥卡尼」，儘管之後知道了他的名字，仍然稱呼他為「保羅」當作蔑稱。根據公式資料手冊的附註「德拉烏斯說不定和羅納德性格相似。」
米菈（聲：田中敦子）
德拉克的母親，出生於日本。是名吸血鬼律師，為了不讓吸血鬼和人類陷入無謂的紛爭而努力著。因為總是很忙，錯過了德拉克的童年而覺得愧疚。擁有介入其他吸血鬼能力的能力。
葛露歌娜（聲：小平有希）
德拉烏斯的義妹。擁有的能力為邪眼，能夠讓被凝視的對象或物品石化。

### 遠古血脈吸血鬼
在高等吸血鬼中，較為古老的吸血鬼。過去人類與吸血鬼關係較為緊張的時期，一部分的古血吸血鬼舉行集會，討論如何對付人類。到了現在，成員們仍然會進行集會，只是氣氛漸漸變得像是同學會般輕鬆的聊天。
德拉烏斯
參見#德拉克的家人
Y談叔叔（聲：井上和彥）
到處施放Y談波，惟恐天下不亂的吸血鬼紳士，藉由手杖前端的球體發出強大的光波來催眠對手，被催眠者會不由自主的滿口Y談(猥談，即黃腔)，最終暴露自己的性癖。在新橫濱引起騷動後，被憤怒的吸血鬼獵人們圍毆送至VRC。之後多次逃獄、引發混亂並遭逮捕，成為VRC的常客。
在遠古血脈吸血鬼中是特異獨行的存在。催眠能力極強，但完全沒有戰鬥力，卻仍舊可以靠強大的催眠能力讓眾人吃足苦頭，目前唯一會讓他恐懼的只有德拉克的祖父-真祖大人。和德拉烏斯似乎有一段孽緣。
戴凱・納・德普茲/迪克（聲：こばたけ まさふみ）
外號「搖曳之影」的遠古血脈吸血鬼，是一名優雅的老紳士。藉由色情妄想的力量變化成任何事物，是德普茲一族的能力。
在羅納德等人面前現身時，外型是戴著單邊眼鏡、留八字鬍的大象毛蟲混合體。會有這個外型，是在兒子出生後，看到兒子的毛蟲混合體外型，試著模仿後覺得很舒服，就保持這個型態了。但在其他古血吸血鬼面前，還是會保持人類的姿態。
愛爾達
外號「食屍鬼製造者」、「屍體商人」，強大的遠古血脈吸血鬼，吸血鬼違反禮儀一族的真祖。本體平時沉睡於古堡棺材中，對外則以食屍鬼作為傀儡。
對自己的實力感到自豪，同時又對自己從未被吸血鬼獵人驅除一事耿耿於懷，因此找上羅納德。兩人合拍的莫名其妙驅鬼短片意外爆紅後，開始當起了Nutuber。
范托爾・布魯布拉德
外號「藍血的范托爾」、「日蝕大鴉」，能變身成巨大的鳥類高速飛行。原是強大又危險的遠古血脈吸血鬼，自從襪子被足袋子奪走後淪為足袋子的僕人。為了記取恥辱，平時總穿著不成套的襪子。在打理家務的同時，一直在尋找自己被奪走的襪子。
諾斯汀（聲：堀內賢雄）
外號「冰笑卿」，德拉克少年時期（15~18歲）的師傅，德拉烏斯的好友。擁有能操控寒冰的能力，因為危險，基本上不會使用，作為代替，轉而努力修煉「魅惑」能力，會做出讓目標心動的舉動，進而催眠對方，對自己言聽計從，不分性別。曾經嘗試將一名重傷的人類轉化成吸血鬼，然而失敗了，諾斯汀為此消沉了好一陣子。
德拉克15歲時，被德拉烏斯寵成一個自我肯定過頭、不諳世事的小鬼，看不下去的諾斯汀將他帶到自己的城堡訓練。初期的強化能力修行全都因為德拉克過於脆弱而失敗。在某個事件後，了解到德拉克的脆弱同時也是他的強大，改為訓練德拉克的行為舉止和料理技術。
伊西卡娜
外號「不滅之炎」、「爆炎的吸血鬼」。能力是操控火焰，但最近忽然覺醒了操控珍珠的能力，讓她開始考慮在新橫濱開一間珍珠奶茶店。

### 半田家
半田桃
參見#吸血鬼對策課
半田白
半田桃的父親，一位普通的人類上班族。雖然是位溫文儒雅、總是保持微笑的人，但因為臉很恐怖，所以容易造成奇怪的誤會。知道羅納德是半田桃以前的同學，但羅納德把他誤認為是殺手。從國中到大學都是田徑部成員，出社會後也都有在鍛鍊，因此跑步速度非常快。和明美是在大學時期開始交往的。
半田明美（聲：井上喜久子）
半田桃的母親，是名吸血鬼。雖然已經53歲，但外表看起來很年輕，而且是讓人一見鍾情的美人。不管對誰都很溫柔，和半田白剛認識時就能友好相處，也不會覺得他恐怖。
迷上《羅納戰》而成為羅納德的忠實粉絲，但不知道羅納德和半田桃以前是同學。曾經因為沒抽到羅納德的簽名覺得不甘心，而自己模仿寫了一個。

### 主要的高等吸血鬼
馮・納・德普茲/奇怪動物（聲：高戶靖廣）
滿腦子色情妄想、具有變形能力的高等吸血鬼。由於全名太長乾脆自稱「奇怪動物」。
平常的外表是有著大象鼻子與毛毛蟲身體的粉紅色混合體。這奇怪的外表是因為他們一族的變身能力源自於腦中的色情妄想，但奇怪動物不太會控制。只要色情妄想越激烈，他的形貌就越獵奇。相反的，如果失去性致就會恢復真面目，是一名金髮美少年。
有買了黃書等不及回家就直接趴在路上看的壞習慣。對色色的話題異常敏銳，總是三不五時現身在德拉克與羅納德身邊。雖然時常添亂，但偶爾會派上用場。
戴凱・納・德普茲
馮的父親。參見#遠古血脈吸血鬼
奇嬌・納・德普茲（聲：神田美夏）
馮的母親。有著瀏海的大象毛蟲混合體，真面目是一名美女。同樣擁有色情妄想變身能力。
月光院希美/吸血女帝希美（聲：花澤香菜）
原人類，身形巨大的女大學生。瘋狂追求亞當，並為了救亞當遭卡車撞致命危。在臨死之際被亞當吸血而覺醒吸血鬼資質，成為法力強大的高等吸血鬼，被新橫濱的人與吸血鬼們尊為「女帝」。少數可以抵抗諾斯汀「魅惑」能力的女性角色。
亞當（聲：大町知廣）
混跡人類社會的年輕吸血鬼。為了吸血在路上搭訕美女卻錯惹月光院希美。原本懼怕希美，但在對方為拯救自己性命垂危之際大受感動，吸了希美的血使她成為「女帝」。目前與希美甜蜜交往中。
名桐（聲：關俊彥）
別名「試刀殺人魔名桐」，危險度特A級的兇殘吸血鬼。會以手掌伸出的鮮血之刃砍傷並吸取獵物血液；同時還擁有分靈體的不死能力。在分靈體被德拉克意外破壞後喪失不死能力，強度也大為弱化，從此過著潦倒的生活。
即使多次向吸對與羅納德展開復仇行動，最終都會落得悲慘下場。在「裘恩綁架事件」中意外救下裘恩，從此對裘恩有好感，稱其為「阿丸」，並試圖將其從「邪惡的吸血鬼獵人」手中救出；此外也曾在收押VRC期間與全羅尼姆、Y談叔叔和超愛野球拳合作逃獄，無意間促成「下流梗騎士」的都市傳說，不過跟前三位相比，個性還是比較嚴肅一些。另外從他的回憶片段中可知他原本是人類，夢想是成為吸血鬼獵人。
超愛野球拳（聲：千葉繁）
視野球拳如命的光頭吸血鬼，平常都穿很多件衣物來避免輸光遊戲，吸血鬼三兄弟的長男。利用超高級的催眠術強迫對手與自己玩野球拳，能力發動後產生的結界無論是誰都無法從外部破壞；但對於同在結界中的對手就無法防禦了，此外豪雪會長跟其女-小雪也是目前唯二不怕他野球拳的人類。多次逃獄、引發混亂並遭逮捕，與全羅尼姆、Y談叔叔同為VRC的常客。
微小比基尼（聲：安元洋貴）
頭戴禮帽、臉戴面具、身穿微小比基尼的吸血鬼，吸血鬼三兄弟的次男。利用催眠術使對手成為微小比基尼俘虜並加以控制。性格高傲，但只要自己的微小比基尼被扯掉就會自信全失，骨子裡是個內向的人。而受操控者只要扯掉比基尼，就能解除催眠。
過往曾混入事務所的派對想趁機對羅納德報仇，但下一秒就被前來參與派對的德拉克的祖父-真祖大人給瞬間壓制而不敢說話。
下半身透明（聲：島崎信長）
藏身廢棄醫院裝神弄鬼的吸血鬼，吸血鬼三兄弟的三弟。擁有透明能力，但因為半吊子只能使下半身透明。被羅納德一夥識破後洗心革面，與地縛靈小敦一起將廢棄醫院改造成試膽聖地「新橫濱恐怖醫院」，經營有成，是三兄弟裡唯一有正經工作的人。
激情熱吻（聲：小林未沙）
長著三張心型嘴唇，相貌奇特的女吸血鬼。花癡屬性，最愛強吻美男，特別鍾愛日吉。
少數不怕太陽的吸血鬼。白天是名OL，撇開對男性的性騷擾，非常能幹，頗得職場上司的青睞。
違反禮儀（聲：齊藤壯馬）
操控食屍鬼做盡各種違反禮儀的雞毛蒜皮小事並引以為傲的年輕吸血鬼。為了能確實的違反禮儀，比任何人還要了解各種禮儀。自從被爆怒的砂鐵教訓後，開始尊稱其為「大哥」。和羅納德、修特、武武夫同樣討厭聖誕節，四人以此為契機成為朋友。

### 其他吸血鬼
凸眼金魚（聲：若本規夫）
吸血鬼化的凸眼金魚，一口魔王的語氣，但就只是條金魚。初登場於祭典上的撈金魚攤位，祭典結束後被放生至河裡，後來在「蛋蛋吸血蟲事件」被羅納德意外撈起，就帶回事務所養了。動畫中則是被德拉克從祭典上撈到後，帶回事務所養。在事務所擔任建議者，是難得的常識人。
菩薩（聲：中尾隆聖）
原是事務所附近棲息的肥胖野貓，具有將人類催眠成貓奴的能力，野心是將所有人類變成貓罐頭開罐器般的存在。被福間收服後天天過著屈辱的家貓生活。多次試圖逃跑，但每次都被福間捕獲。
吸血鬼遊戲中心霸主
擅長打遊戲的吸血鬼，尊稱德拉克為師傅。被羅納德驅除後，成為遊戲中心服務員。
吸血鬼拉麵頭
戴著拉麵頭套的吸血鬼拉麵師傅。明明是吸血鬼卻特愛拉麵加大蒜。
吸血鬼深紅之翼
危險度B級的通緝犯吸血鬼，背上長著紅色的巨大鳥翼。
吸血鬼學校七大不思議
感慨娛樂電子化和課業壓力加重導致小學生不再流行學校七大不思議傳說，而自願一人擔起學校七大不思議的吸血鬼。本職是某小學的夜間警衛。
吸血鬼你想色色的事情就會有流星墜落叔叔
第107話登場，由讀者提供的吸血鬼，能力顧名思義。在同話登場的所有讀者提供角色中出場次數最多。由於奇怪動物一家的存在，使新橫濱的夜空總被流星雨點綴。
炸彈魔達伊納
危險度A級的通緝犯吸血鬼，能生成定時炸彈並加上爆炸條件。
吸血鬼阿部付二九美
最討厭情侶的單身女吸血鬼，臉部總是被及腰的長髮蓋住。用強大的念能力對情侶搞破壞，負面情緒越大，能力就越強。
「阿部付二九美」是本名，日文發音和「憎恨情侶」一樣。
吸血鬼貧弱豆芽菜
體力與心智都很脆弱的吸血鬼。能力是透過強大的催眠術使大家變得跟他一樣貧弱。與德拉克是新橫濱最弱大賽的競爭對手。

### 其他角色
龜谷（聲：近藤孝行）
雜誌《周刊吸血鬼獵人》的記者，與羅納德、半田是高中同學。為了寫出有趣的報導，深入虎穴也在所不惜，甚至能把自己也當成新聞題材。
騎著滑板車的小鬼（聲：田村睦心）
目中無人的小學生，滑板車的駕駛技術高超，在小學生之間頗有首領風範。原本住在德拉克城堡附近，後來搬到了新橫濱。造成城堡爆炸的犯人之一。
暴暴夫（聲：山岸治雄）
羅納德事務所附近的便利商店「圈家」的店長，矮小的中年男性。笨蛋程度不亞於自己的兒子。年輕時曾夢想成為鋼管舞者。
武武夫（聲：野津山幸宏）
暴暴夫的兒子。在奇葩眾多的新橫濱也是數一數二的笨蛋，笨到可以克制心靈控制型吸血鬼的攻擊。本性也非常貪婪，可以厚顏無恥地向所有人索要物品。與父親關係良好，不過如果出現利益紛爭，兩人也能為此爭鬥。和羅納德、修特、吸血鬼違反禮儀同樣討厭聖誕節。四人以此為契機成為朋友。
加藤新一、横田浩、萩野真（聲：藤原夏海、菊池紗矢香、朝井彩加）
「新橫濱少年吸血鬼獵人會」三人組的小學生，時常欺負德拉克。
烏冬貓貓子
西尼亞的女性友人，喜歡把吸血鬼死後化成的灰加水做成烏冬（烏龍）麵團揉。
五十嵐權藏
新橫濱點心工廠員工，負責對生產線上做好的點心說「變得好吃吧」的工作35年的資深匠人。
小敦（聲：倉持若菜）
廢棄醫院的地縛靈集合體。長的很可怕，但心地善良。與下半身透明關係良好，兩人時常一起行動。被吸血鬼三兄弟當作妹妹般疼愛，甚至一起同住。
金久祖有藏
新橫濱屈指可數的大富豪，慈藹的禿頭中年男性。最近和曾經在圈家打工的繪里結婚了，夫妻相處融洽。
金久祖有子
有藏的姪女，單純可愛的小學女生。飼養猴子小玉，聽得懂小玉的話，並輕易接受小玉被赫爾辛附身的事實。
小玉
有子飼養的金絲面狨。因拔出赫爾辛的配劍而被赫爾辛的靈魂附身，獲得吸血鬼獵人之力。多數時間仍掌有身體主導權，在遇到討厭的事情時，會主動讓給赫辛爾。
日鞠
羅納德的妹妹，大學生。我行我素，言語過度精簡，總是造成誤會。
鈷
砂鐵的弟弟，大學一年級生。臉孔和哥哥相似，性格開朗。
月光院三魅美（聲：日高里菜）
希美的妹妹，在夜總會當陪酒女。
神在月真司
半吸血鬼，桑原負責的漫畫家。身體相當虛弱，作品主題也是亂七八糟。目前在秋天書店出版的漫畫周刊《Champion》上連載『仙女伊加庫加與巨人大戰飯』，頗受讀者青睞。
吉田輝和
吸血鬼激情熱吻的上司。

## 出版書籍
| 卷數 | 秋田書店      | 秋田書店               | 青文出版      | 青文出版               |
| 卷數 | 發售日期      | ISBN                   | 發售日期      | ISBN                   |
| ---- | ------------- | ---------------------- | ------------- | ---------------------- |
| 1    | 2015年12月8日 | ISBN 978-4-253-22279-2 | 2018年10月8日 | ISBN 978-986-35-6567-3 |
| 2    | 2016年4月8日  | ISBN 978-4-253-22280-8 | 2019年4月22日 | ISBN 978-986-35-6868-1 |
| 3    | 2016年7月8日  | ISBN 978-4-253-22281-5 |               |                        |
| 4    | 2016年11月8日 | ISBN 978-4-253-22282-2 |               |                        |
| 5    | 2017年3月8日  | ISBN 978-4-253-22283-9 |               |                        |
| 6    | 2017年6月8日  | ISBN 978-4-253-22284-6 |               |                        |
| 7    | 2017年10月6日 | ISBN 978-4-253-22285-3 |               |                        |
| 8    | 2018年2月8日  | ISBN 978-4-253-22323-2 |               |                        |
| 9    | 2018年6月8日  | ISBN 978-4-253-22324-9 |               |                        |
| 10   | 2018年10月5日 | ISBN 978-4-253-22325-6 |               |                        |
| 11   | 2019年1月8日  | ISBN 978-4-253-22326-3 |               |                        |
| 12   | 2019年4月8日  | ISBN 978-4-253-22327-0 |               |                        |
| 13   | 2019年8月8日  | ISBN 978-4-253-22328-7 |               |                        |
| 14   | 2019年12月6日 | ISBN 978-4-253-22329-4 |               |                        |
| 15   | 2020年5月8日  | ISBN 978-4-253-22330-0 |               |                        |
| 16   | 2020年11月6日 | ISBN 978-4-253-22231-0 |               |                        |
| 17   | 2021年4月8日  | ISBN 978-4-253-22232-7 |               |                        |
| 18   | 2021年9月8日  | ISBN 978-4-253-22233-4 |               |                        |
| 19   | 2022年1月7日  | ISBN 978-4-253-22234-1 |               |                        |
| 20   | 2022年3月8日  | ISBN 978-4-253-22235-8 |               |                        |
| 21   | 2022年6月8日  | ISBN 978-4-253-28191-1 |               |                        |
| 22   | 2022年9月8日  | ISBN 978-4-253-28192-8 |               |                        |
| 23   | 2022年12月8日 | ISBN 978-4-253-28193-5 |               |                        |
| 24   | 2023年2月8日  | ISBN 978-4-253-28194-2 |               |                        |
| 25   | 2023年5月8日  | ISBN 978-4-253-28195-9 |               |                        |

## 電視動畫
2020年5月7日，宣布將會獲改編為電視動畫。11月6日，宣佈將於2021年內播映，以及福山潤和古川慎將聲演兩名主角。2021年3月27日，福山和古川出席AnimeJapan 2021網路直播節目，節目中公佈動畫首播時期為同年10月，並公開前導宣傳影片、前導視覺圖，以及主要製作人員陣容。

### 製作人員
- 原作：盆之木至
- 導演：神志那弘志
- 系列構成：菅原雪繪（第1季）、鷹目利（第2季）
- 人物設定、總作畫監督：中野繭子
- 副導演：川野麻美
- 色彩設計：今野成美
- 美術監督：
- 攝影監督：渡邊祥生
- 編輯：塚常真理子
- 音樂：高橋諒
- 音響監督：納谷僚介
- 音響效果：中島勝大（Swara Pro）
- 音樂製作：波麗佳音
- 音樂監製：APDREAM
- 動畫製作：MADHOUSE[33]

### 主題歌
第一季
片頭曲「DIES IN NO TIME」（第1－12話、第12話片尾曲）
作詞：福山潤、松井洋平，作曲：獵平、41730，編曲：神田ジョン，演唱：福山潤。
片尾曲「Strangers」（第1－11話）
作詞：畑亞貴，作曲：黒須克彦，編曲：西岡和哉，演唱：TRD（近藤孝行、小野大輔)。
插入曲（第10話）
作詞：，作曲：濱田“Peco”美和子，編曲：高橋諒，演唱：UiNA。
第二季
片頭曲「NEW DRAMA PARADISE」
作詞：松井洋平，作曲、編曲：佐藤純一，演唱：福山潤。
片尾曲「Cozy Crazy PARTY!」
作詞：畑亞貴，作曲：黒須克彦，編曲：西岡和哉，演唱：TRD。
插入曲
作詞：，作曲、編曲：高橋諒，演唱：羅納德（古川慎）。
作為第1話片尾曲使用。

### 集數列表
| 集數   | 日文標題 | 中文標題                                                                         | 編劇     | 分鏡                 | 演出                               | 作畫監督 | 總作畫監督         | 首播日期       | 改編漫畫集數       |
| 第一季 | 第一季   | 第一季                                                                           | 第一季   | 第一季               | 第一季                             | 第一季 | 第一季             | 第一季         | 第一季             |
| ------ | -------- | -------------------------------------------------------------------------------- | -------- | -------------------- | ---------------------------------- | --- | ------------------ | -------------- | ------------------ |
| 第1話  |          | 獵人前來，飛躍騰空笨蛋與便利商店與無常                                           | 菅原雪繪 | 神志那弘志           | 松原聰                             | 宮前真一、石井舞、 宮島彩 | 中野繭子           | 2021年 10月4日 | 第1~2、3（部分）死 |
| 第2話  |          | 福間先生襲擊！在新橫濱與花同謝敲牆壁能殺得死嗎？                                 | 大草芳樹 | 川野麻美             | 川野麻美                           | Lee Jae-han、 Kim Eun-sun、 Hwang Young-sik                                                                                       | 中野繭子           | 10月11日       | 第4~6死            |
| 第3話  |          | 跌落飛黃騰達之路胡鬧喧囂的獵人公會還在胡鬧喧囂的獵人公會                         |          | 增原光幸             | 松原聰                             | 宮島彩、田中沙希、 湯川純、石井舞                                                                                                 | 中野繭子           | 10月18日       | 第7、9~10死        |
| 第4話  |          | 因為愛（色情）所以變態（變身）廚房自由勢力那個男人名叫半田                       | 大草芳樹 | 北川朋哉             | 石山タカ明                         | 野上慎也、安齋佳惠、 Shin Min Seop、 Kim Seok Yung、 Kim Eunha、 Kim Jongbeom、 Kim Dahui                                         | 中野繭子           | 10月25日       | 第8、13~14死       |
| 第5話  |          | 試刀殺人魔名桐最漫長的一天貓好可愛半田・休假日・過去的事件                       | 大草芳樹 | 北川朋哉             | 山城智恵                           | 石井舞、湯川純、 宮島彩、田中沙希、 河口千恵                                                                                      | 中野繭子           | 11月1日        | 第15~17死          |
| 第6話  |          | 女帝誕生物語德拉克家一族續・德拉克家一族                                         | 菅原雪繪 | 北川朋哉             | 藤瀨順一                           | Lee Jae-han、 Hong Yu-mi、 Seo Soon-young、 Park Ae-lee、 Park Lae-suk、 Jung Joo-wang                                            | 中野繭子、石井舞   | 11月8日        | 第12、25~26死      |
| 第7話  |          | Y談談談談談談半田桃狼狽的休假日然後父親來了                                      | 菅原雪繪 | 川野麻美             | 川野麻美                           | 宮前真一、志水佳子 | 中野繭子           | 11月15日       | 第28~29、39死      |
| 第8話  |          | 嗶嘶嗶嘶千鈞一髮綁架綺想曲綁架輓歌                                               | 菅原雪繪 | 博多正壽             | 松原聰                             | 田中沙希、阿部純子、 河口千恵、湯川純、 宮島彩                                                                                    | 中野繭子           | 11月22日       | 第35、32~33死      |
| 第9話  |          | 市民野球拳鐵之左手不怎麼起眼沙灘上的帝王                                         | 菅原雪繪 | 川野麻美             | 日下部優樹                         | 野上慎也、安齊佳惠、 桝井一平、 Song Hyeonju、 Lee ye sung、 Kim yujin、 Hwamun Mijeong、 Gang Hyeonguk、 Hong Insu、 Kim Gangwon | 中野繭子、石井舞   | 11月29日       | 第38、41、52死     |
| 第10話 |          | 祭囃子正呼喚著你平成麻煩吸血鬼大戰新橫德拉克的新橫不眠之夜}}                     | 菅原雪繪 | 山城智惠             | 山城智惠                           | Song Hyeon-ju、 Park Sun-ok、 Hwang Young-sik、Park Ae-lee                                                                        | 中野繭子、石井舞   | 12月6日        | 第54、66、64死     |
| 第11話 |          | 新橫Y逃殺John meets DralucWaiting for LOVE                                       | 菅原雪繪 | 博多正壽             | 藤瀨順一、 松原聰                  | 宮前真一、志水よしこ | 中野繭子           | 12月13日       | 第117、55~56死     |
| 第12話 |          | 銀色謊言蒙蔽了你的雙眼盛裝為你笨蛋五輪對決                                       | 菅原雪繪 | 川野麻美             | 川野麻美                           | 阿部純子、田中沙希、 真壁誠、河口千恵、 宮島彩、湯川純、 福士真由美                                                               | 中野繭子           | 12月20日       | 第75、63、113死    |
| 第二季 |          |                                                                                  |          |                      |                                    | |                    |                |                    |
| 第1话  |          | 德拉克・朋友・自立未遂上啊，幽靈獵人們寧靜干擾者德拉克                           | 鷹目利   | 川野麻美             | 川野麻美                           | 湯川纯 石井舞 | 中野繭子           | 2023年 1月9日  | 第19、50、57死     |
| 第2話  |          | From Tokyo to Neo Bayside緊張興奮德拉克觀察日記Quest of Soul Gate:靈魂的探求者們 | 鷹目利   | 坂田純一             | 殿勝秀樹                           | 石井舞、森知鶴、 Han Eunmi、 Hong Insu、 Park Songhwa、 Kim Ranyeong、 Park Yeonghee、 Hwang Youngsik                             | 中野繭子           | 1月16日        | 第78、74、11死     |
| 第3話  |          | Lovecall of Sanzu加油吧，佐行亂七八糟人回來了                                    | 鷹目利   | 增原光幸             | 增原光幸                           | 福士真由美、宮島彩、 田中沙希、志水佳子                                                                                           | 中野繭子           | 1月23日        | 第34、45、104死    |
| 第4話  |          | 顧店的人和可疑的人好媽媽·再見夏天續·好媽媽·再見夏天                              | 鷹目利   | 博多正壽             | 渡仲紳之助                         | 湯川純、石井舞、日向正樹 Yoon Jeong-hye、Hwang Young-sik、Choi Jong Gih                                                           | 中野繭子           | 1月30日        | 第62、144~145死    |
| 第5話  |          | 向未知的福間追逐夢想失控特快爛好人下一站是終點裡新橫濱                           | 鷹目利   | 博多正壽             | 藤瀨順一                           | 松本麻美子、志水佳子、森知鶴 | 中野繭子           | 2月6日         | 第51、79、184死    |
| 第6話  |          | 大哥神話·光之章大哥神話·暗之章修羅場進行曲                                       | 鷹目利   | 川野麻美             | 川野麻美                           | 宮前真一、日向正樹、石崎夏海 Yoon Jeong-hye、Aeri Park、Choi Jong Gih                                                             | 中野繭子、吉松孝博 | 2月13日        | 第46~47、69死      |
| 第7話  |          | Put a sock in it!!!雞即國家裘恩狗起來                                            | 鷹目利   | 神志那弘志、殿勝秀樹 | 森下勇輝                           | 山口菜、関口紫織、湯川純 石井舞、森下勇輝                                                                                         | 中野繭子           | 2月20日        | 第110、135、90死   |
| 第8話  |          | 大·全羅半田田田田田田田月亮是否會再度升起於新橫濱                                | 鷹目利   | 坂田純一             | 佐佐木純人                         | 宮前真一、柳昇希、金慶鎬、宮島彩                                                                                                  | 中野繭子           | 2月27日        | 第87、76、88死     |
| 第9話  |          | 夢之國BBOLAND爸爸和可疑人物哈嘍·你好嗎·現在有空嗎？                              | 鷹目利   | 增原光幸             | 增原光幸                           | 石崎夏海、森知鶴、福士真由美 | 中野繭子           | 3月6日         | 第154、146、150死  |
| 第10話 |          | 小小協奏曲小小協奏曲～潰鴨篇～奇蹟·手銬·為什麼我每次都會變成這樣                 | 鷹目利   | 博多正壽             | 渡仲紳之助                         | 志水佳子、松本麻美子、關口紫織、湯川純                                                                                            | 中野繭子           | 3月13日        | 第115~116、148死   |
| 第11話 |          | 告訴我你想要温暖傳說中的羅納者常世之都與冰笑卿共舞華爾滋                         | 鷹目利   | 坂田纯一             | 三宅辰典、Kang ll-gu、Hwang ll-jin | 宮前真一、日向正樹、森知鶴、 関口紫織、石井舞、湯川純、 Lee Seunghui、Choi Jong Gih                                               | 中野繭子、吉松孝博 | 3月20日        | 第169、105、155死  |
| 第12話 |          | 續·常世之都與冰笑卿共舞華爾滋新橫濱的歡樂傻瓜們 特別版                           | 鷹目利   | 川野麻美             | 川野麻美                           | 日向正樹、石井舞 湯川純、宮島彩、關口紫織                                                                                         | 中野繭子           | 3月27日        | 第156、100、195死  |

### 播映平台
| 國家或地區 | 播映平台              | 播映日期                | 播映時間              | 備註   |
| 第一期     | 第一期                | 第一期                  | 第一期                | 第一期 |
| ---------- | --------------------- | ----------------------- | --------------------- | ------ |
| 台灣       | 巴哈姆特動畫瘋        | 2021年10月4日－12月21日 | 星期一 23:00（UTC+8） | [ 37 ] |
| 台灣       | 中華電信MOD           | 2021年10月4日－12月21日 | 星期一 23:00（UTC+8） |        |
| 台灣       | Hami Video            | 2021年10月4日－12月21日 | 星期一 23:00（UTC+8） |        |
| 台灣       | LiTV 線上影視         | 2021年10月4日－12月21日 | 星期一 23:00（UTC+8） |        |
| 台灣       | MyVideo               | 2021年10月4日－12月21日 | 星期一 23:00（UTC+8） |        |
| 台灣       | 遠傳friDay影音        | 2021年10月4日－12月21日 | 星期一 23:00（UTC+8） |        |
| 台灣       | bbTV                  | 2021年10月4日－12月21日 | 星期一 23:00（UTC+8） |        |
| 台灣       | KKTV                  | 2021年10月4日－12月21日 | 星期一 23:00（UTC+8） |        |
| 台灣       | LINE TV               | 2021年10月4日－12月21日 | 星期一 23:00（UTC+8） |        |
| 台灣       | Yahoo TV              | 2021年10月4日－12月21日 | 星期一 23:00（UTC+8） |        |
| 台灣       | CATCHPLAY+            | 2021年10月4日－12月21日 | 星期一 23:00（UTC+8） |        |
| 台灣       | bilibili              | 2021年10月4日－12月21日 | 星期一 23:00（UTC+8） |        |
| 香港、澳門 | 木棉花香港YouTube頻道 | 2021年10月4日－12月21日 | 星期一 23:00（UTC+8） | [ 38 ] |
| 第二期     |                       |                         |                       |        |
| 台灣       | 巴哈姆特動畫瘋        | 2023年1月9日-           | 星期一21:35（UTC+8）  |        |
| 台灣       | KKTV                  | 2023年1月9日-           | 星期一21:35（UTC+8）  |        |
| 台灣       | Yahoo TV              | 2023年1月9日-           | 星期一21:35（UTC+8）  |        |
| 台灣       | LINE TV               | 2023年1月9日-           | 星期一21:35（UTC+8）  |        |
| 台灣       | LiTV 線上影視         | 2023年1月9日-           | 星期一21:35（UTC+8）  |        |
| 台灣       | friDay影音            | 2023年1月9日-           | 星期一21:35（UTC+8）  |        |
| 台灣       | MyVideo               | 2023年1月9日-           | 星期一21:35（UTC+8）  |        |
| 台灣       | Hami Video            | 2023年1月9日-           | 星期一21:35（UTC+8）  |        |
| 台灣       | 中華電信MOD           | 2023年1月9日-           | 星期一21:35（UTC+8）  |        |
| 台灣       | bbTV                  | 2023年1月9日-           | 星期一21:35（UTC+8）  |        |
| 台灣       | CATCHPLAY+            | 2023年1月9日-           | 星期一21:35（UTC+8）  |        |
| 台灣       | 亂搭                  | 2023年1月9日-           | 星期一21:35（UTC+8）  |        |
| 台灣       | 愛奇藝                | 2023年1月9日-           | 星期一21:35（UTC+8）  |        |
| 台灣       | 木棉花台灣YouTube頻道 | 2023年1月9日-           | 星期一21:35（UTC+8）  |        |
| 香港       | Aniplus Asia (now TV) | 2023年1月9日-           | 星期一21:35（UTC+8）  |        |

## 外部連結
- 漫畫官方網站（日語）
- 吸血鬼馬上死的X（前Twitter）（日語）
- 【編輯選書】漫畫《吸血鬼馬上死》「才第1集就死了『○○』次？！最弱吸血鬼&苦命獵人爆笑同居漫畫！」 - 青文出版（繁體中文）
- 電視動畫官方網站（日語）